# 女孩上場2
《女孩上場2》（英語：Girls Win），2024年台灣偶像劇。由安心亞、羅宏正、楊晴、蔡佳芸領銜主演。

## 播出時間

### 首播
| 頻道                   | 所在地 | 播映日期     | 播出時間                |
| ---------------------- | ------ | ------------ | ----------------------- |
| 客家電視台             | 臺灣   | 2024年4月1日 | 週一－週二 22:00－23:00 |
| LiTV 線上影視、LINE TV | 臺灣   | 2024年4月2日 | 週二、三 中午12點更新   |

## 演員列表

### 主要演員
| 演員   | 角色     | 介紹 |
| 安心亞 | 陳子齊   | 安東隊新任教練。歸化韓國，從球員轉教練，一心想要在韓國成為頂尖教練，卻始終不被國家隊聘用。子齊受到邀約，想透過把安東隊帶進冠軍賽，在率領台灣打贏韓國，證明自己的實力給韓國教練。 |
| 羅宏正 | 蔡傑森   | 安東食品少東，學成歸國後任職公司行銷總監。董事會丟出難題，要傑森將女籃帶進冠軍賽，不然女籃就跟傑森一起卷舖走人。                                                                 |
| 楊晴   | 林彤     | 14年前被譽為最強高中生的林彤，因一次國際賽事的關鍵失誤，成為酸民戰犯，靠著過人的意志與努力，才克服心魔，但林彤始終拒絕中華隊徵招。                                               |
| 蔡佳芸 | 蔡喬芸   | 受到高中隊友佩真的鼓舞想要挑戰職業隊，不料，領錢打球的職場生態非他想像，跟過去的快樂打球實在差太多，一次又一次的挫折挑戰著樂觀積極的阿芸。                                       |
| 黃騰浩 | 徐翰成   | 中華民國籃球總會副理事長，曾經與子齊論及婚嫁，後來子齊選擇繼續待在韓國當教練而分開，翰成知道子齊回國任職，一心想要邀請子齊入主中華隊教練卻遭拒絕。                               |
| 楊麗音 | 林彤母   | 14年前，林彤母仍活躍於籃球圈，因此藉機讓最強高中生的林彤進到中華隊，參加亞冠盃，不幸，林彤在關鍵一球沒有罰進，成為戰犯。林彤母心裡悔恨，也漸漸淡出籃壇。                         |
| 夏靖庭 | 蔡董     | 蔡傑森的父親，安東食品董事長，熱愛籃球而成立女籃隊，並且多數招收客家子弟。 |
| 丁也恬 | 嚴總教練 | 人稱嚴總，掌管台灣女籃界的重要人物，培育過無數的國家隊優秀球員。 |
| 陳采宣 | 陳育君   | 育君、林彤與DingDing號稱安東三老，同時也是林彤最要好的朋友。 |
| 丁景琦 | DingDing | 安東三元老之一，家裡有經濟需求，必須靠丁丁一個人打球賺錢。 |
| 張筠晨 | 奶茶     | 安東隊的萬年學妹，多話卻可愛，是隊上的開心果。 |
| 黃湘茹 | Money    | 隊上唯一結婚的球員，常跟老公爭執是否繼續打球。 |
| 張以琳 | 大福     | 個性呆萌，生平無大志，只想跟姐妹打球打到退休。 |
| 陳妤   | 曉雯     | 隊上的懶惰鬼，跟弟弟約好一起打職業隊。 |
| 曾榆湫 | 伊婷     | 馬來西亞球員，為爭取在台打球，遲遲不願回星馬。 |
| 陳映蓉 | 琪琪     | 安東隊的塔羅占卜師，深信萬事萬物都有命定之數。 |
| 吳岱穎 | 小帥     | 以為自己是萬人迷，希望能夠在球場上有所表現。 |

## 獎項

### 金鐘獎
| 年份   | 頒獎單位     | 獎項                   | 入圍者         | 結果 |
| ------ | ------------ | ---------------------- | -------------- | ---- |
| 2024年 | 第59屆金鐘獎 | 戲劇節目導演獎         | 吳宗叡         | 提名 |
| 2024年 | 第59屆金鐘獎 | 戲劇節目男配角獎       | 羅宏正         | 提名 |
| 2024年 | 第59屆金鐘獎 | 戲劇節目最具潛力新人獎 | 楊晴           | 提名 |
| 2024年 | 第59屆金鐘獎 | 戲劇類節目攝影獎       | 陳貞文、潘建明 | 提名 |
| 2024年 | 第59屆金鐘獎 | 戲劇類節目視覺特效獎   | 潘胤余、徐廉傑 | 提名 |

## 外部連結
- 客家電視台官方網站
- 女孩上場的Facebook專頁
- 女孩上場的Instagram帳戶
- YouTube上的女孩上場2官方影片 （页面存档备份，存于）